# Bírrids
Els bírrids (Byrrhidae) són una família de coleòpters polífags de la superfamília Byrrhoidea. Inclou 430 espècies.
Els bírrids poden retreure tots els apèndixs, inclòs el cap, encaixant-los dins del cos quan es troben en situacions de perill, mantenint-se completament immòbils imitant un excrement de conill o d'ovella. Acostumen a mesurar entre 1,5-10 mm, i solen viure entre molses, fullaraca i sota pedres, sempre que el lloc sigui humit.

## Galeria

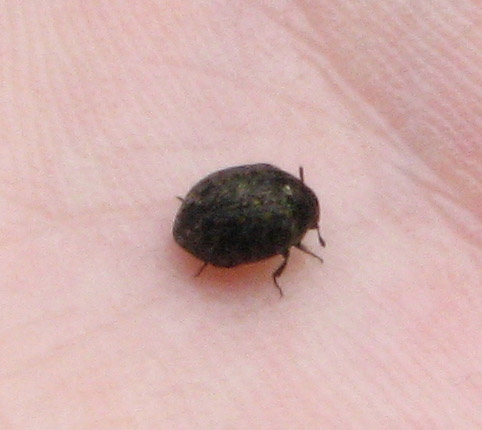
Cytilus sericeus
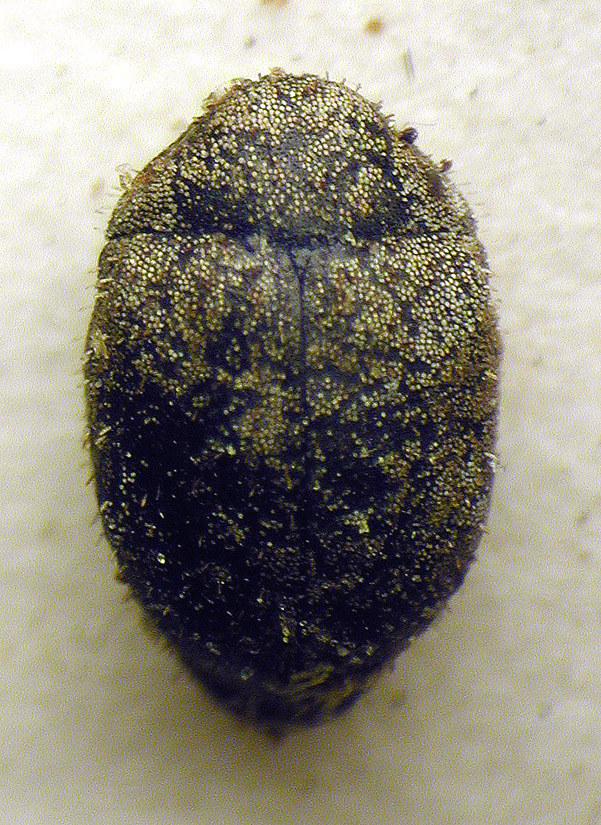
Chaetophora spinosa en posició defensiva
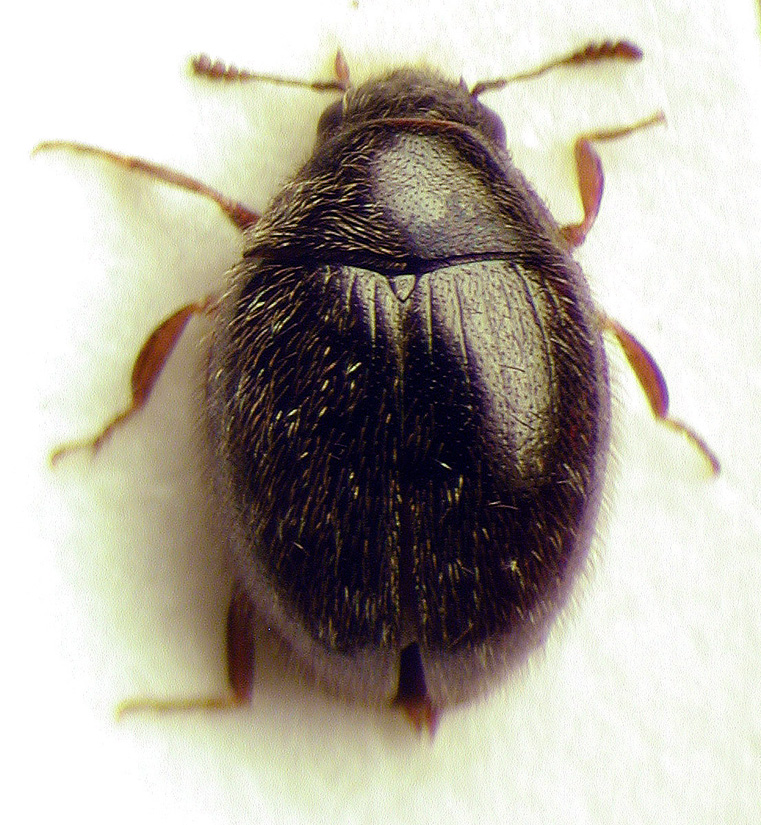
Simplocaria semistriata